# Chaka Demus & Pliers
Chaka Demus & Pliers son un dúo jamaicano de reggae formado por deejay, Chaka Demus (John Taylor) y el cantante Pliers (Everton Bonner), mejor conocidos por su hit "Tease Me" que fue un éxito comercial.
Su colaboración se inició en la década de 1990 y anteriormente tenían su carrera individual sin un éxito tan rotundo.

## Carrera
Ambos artistas se consagraron como músicos cuando se unieron y se ganaron el reconocimiento internacional durante la década de 1990. El dúo fue el primer acto de Jamaica tener tres éxitos consecutivos Top 5 en la lista de singles del Reino Unido, un récord sin igual hasta que el cantante Shaggy consiguió cuatro consecutivos Top 5 hits en 2001. Su primer hit en Reino Unido, "Tease Me", se quedó en el Top 5 de la lista de singles del Reino Unido durante tres meses en 1993, alcanzando el número el tres en julio. Después de lanzar el álbum la Isley Brothers '" Twist and Shout ", la canción alcanzó el número uno en la lista de singles del Reino Unido, a principios de 1994 consiguieron colocar en el Top 20 los siguientes éxitos: " No te dejes Nobody "(UK # 4), "I Wanna Be Your Man" (UK # 19), y "Gal Wine" (UK # 20), con seis singles de éxito en todos tomados de su álbum debut, Tease Me. El relanzamiento de Tease Me También llegó al número uno en la lista de álbumes del Reino Unido, en 1994; El álbum recibió disco de oro al vender más de 500.000 copias.
Alicates es uno de los hermanos Bonner, todos ellos artistas de reggae, incluyendo Richie Spice y Spanner Banner.
En 2007, Chaka Demus & Pliers reunieron para grabar un tema llamado "Need Your Lovin" que fue lanzado en vinilo, en Explorador de Archivos. Esta canción se mantuvo alta en el jamaicano tabla.
El 18 de noviembre de 2007, Chaka Demus & Pliers realizan "Murder She Wrote", junto a Alicia Keys en los American Music Awards 2007. En el verano de 2008, se presentaron en el festival anual de Detroit Caribe. Su último álbum Tan orgulloso fue lanzado el 6 de octubre de 2008.
En 2012, lanzó el álbum Alicates Billion Dollar Latte.
En julio de 2013 Chaka Demus & Pliers realizaron al BET entrega de premios en el segmento de reggae junto Amanecer Penn, Beenie Man y Elephant Man. Chaka Demus & Pliers están trabajando en un nuevo álbum que pronto saldrá a la venta.
La canción "Bam Bam" está en el videojuego Grand Theft Auto San Andreas como una pista de la radio.

## Discografía

### Álbumes
- Gal Wine Wine Wine (1992), Greensleeves
- Bad Mind (1992), Pow Wow
- Ruff This Year (1992), RAS
- Tease Me (1993), Mango (also released as All She Wrote) – UK #1[8] (BPI: Platinum[9]), NZ #6,[10] AUS #45,[11] US Reggae Albums #7[12]
- For Every Kinda People (1996), Island – US Reggae Albums #14[12]
- Consciousness A Lick (1995), Melodie
- Dangerous (2000), Fuel 2000
- Help Them Lord (2001), RAS
- Trouble and War (2003), Prestige
- Back Against the Wall (2005), Explorer
- Back Off the Wall, Nocturne
- So Proud (2008), AGR/Universal